# Ermida de São Sebastião (Ferreira do Alentejo)
A Ermida de São Sebastião é um edifício religioso na vila de Ferreira do Alentejo, em Portugal.

## Descrição e história
A Ermida de São Sebastião está situada no Parque de Exposições e Feiras. É administrada como um dos núcleos do Museu Municipal de Ferreira do Alentejo.
A Ermida de São Sebastião foi construída no século XVI.
Em Outubro de 2012, a Câmara de Ferreira do Alentejo noticiou que se tinham iniciado as obras para a remodelação da Ermida de São Sebastião, que se iria tornar num dos pólos do Museu Municipal. As obras custaram cerca de 51 mil Euros, tendo sido financiadas pelo programa INAlentejo, no âmbito do plano de Requalificação Urbana de Ferreira do Alentejo. Segundo Aníbal Costa, presidente da autarquia de Ferreira do Alentejo, o processo para o início das obras sofreu atrasos devido à aquisição do edifício, que por engano tinha sido entregue ao governo. O edifício foi comprado ao estado pelo valor de 6800 Euros. Em 8 de Março de 2013, a Rádio Pax relatou que a ermida já tinha sido inaugurada após as obras.